# Microbe: The Anatomical Adventure
Microbe: The Anatomical Adventure est un jeu vidéo éducatif développé par Robert Clardy et Alan Zalta et publié par Synergistic Software en 1983 sur Apple II. Le joueur contrôle un sous-marin miniature injecté dans un corps humain dans l’objectif de le soigner de l’intérieur. L’équipage du sous-marin est composé de quatre membres – un capitaine, un navigateur, un technicien et un physicien – avec chacun un rôle spécifique. Le capitaine conduit le sous-marin dans les veines et les artères du corps humain en suivant les conseils du navigateur. Le technicien effectue des opérations sur le corps humains depuis l’intérieur ou l’extérieur du sous-marin. Le physicien doit identifier les virus, les bactéries ou les parasites qui s’attaque au corps humain, prescrite le traitement approprié et surveiller les constantes du patient. Tout au long de la partie, le ou les joueurs doivent surveiller les dégâts subis par le sous-marin et ses réserves de carburant et d’air. Ils doivent aussi surveiller sa boussole et son radar, ainsi que l’état du laser utilisé pour combattre les microbes. Le jeu peut se jouer seul ou à plusieurs, chaque joueur contrôlant un des membres de l’équipage. 